# Bączal Dolny
Bączal Dolny is een plaats in het Poolse district  Jasielski, woiwodschap Subkarpaten. De plaats maakt deel uit van de gemeente Skołyszyn en telt 670 inwoners.

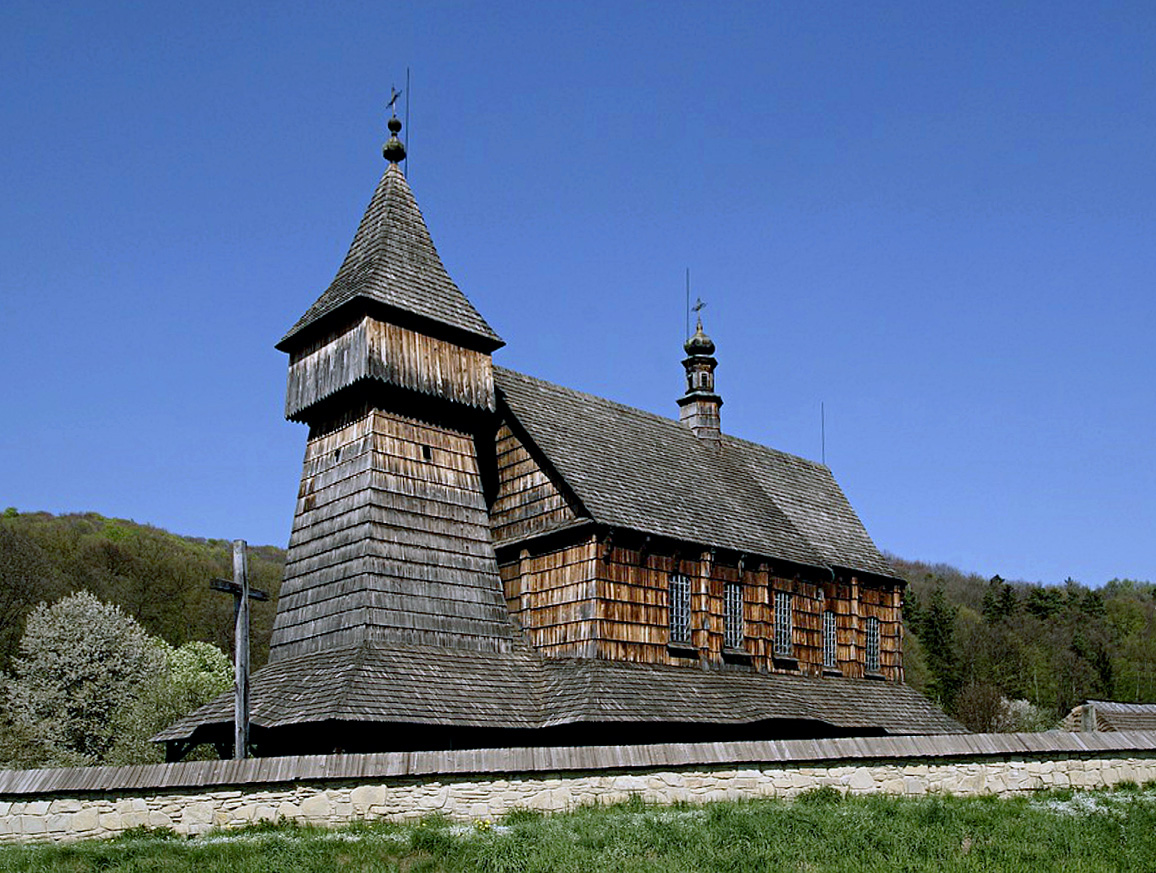
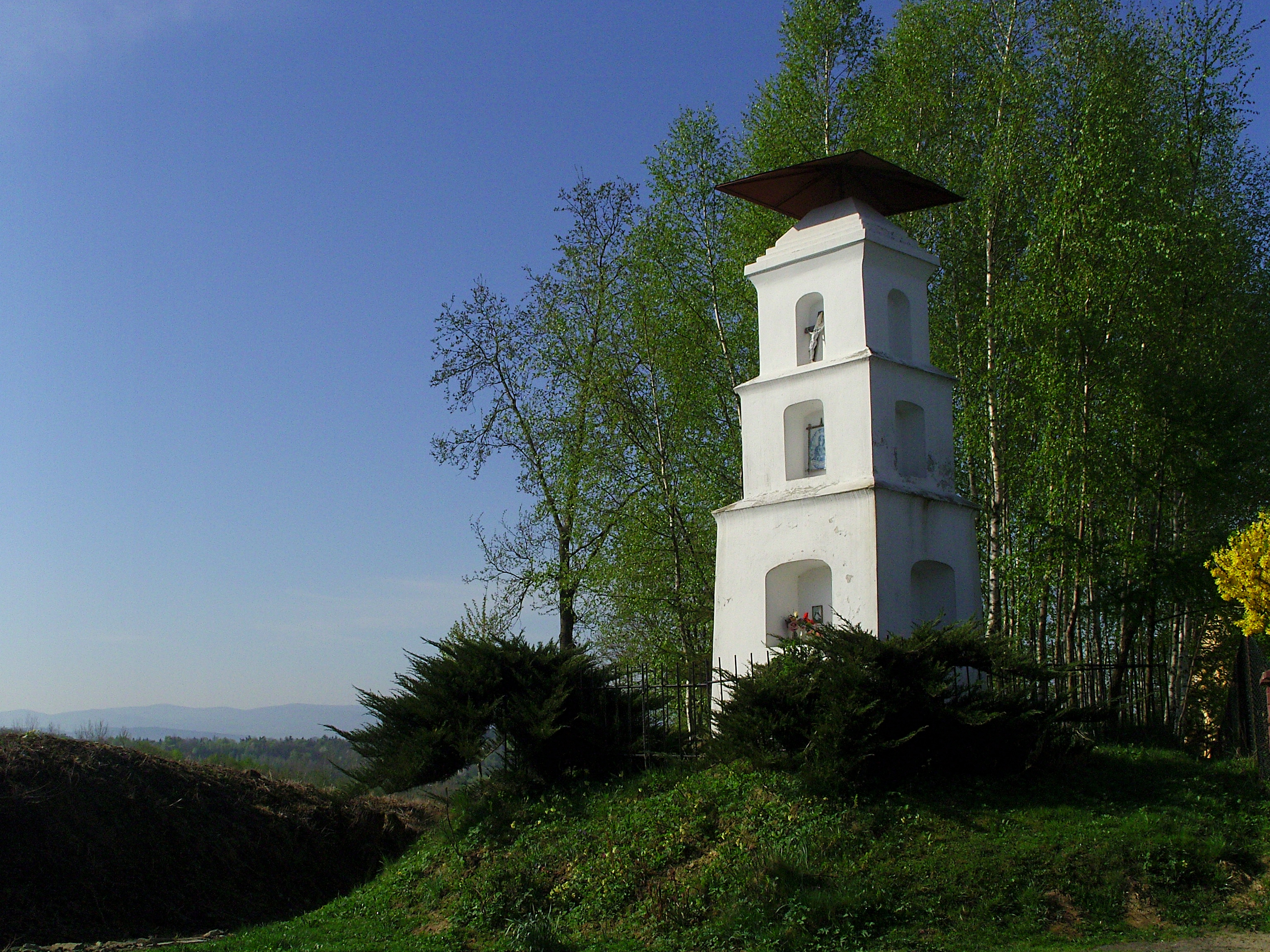
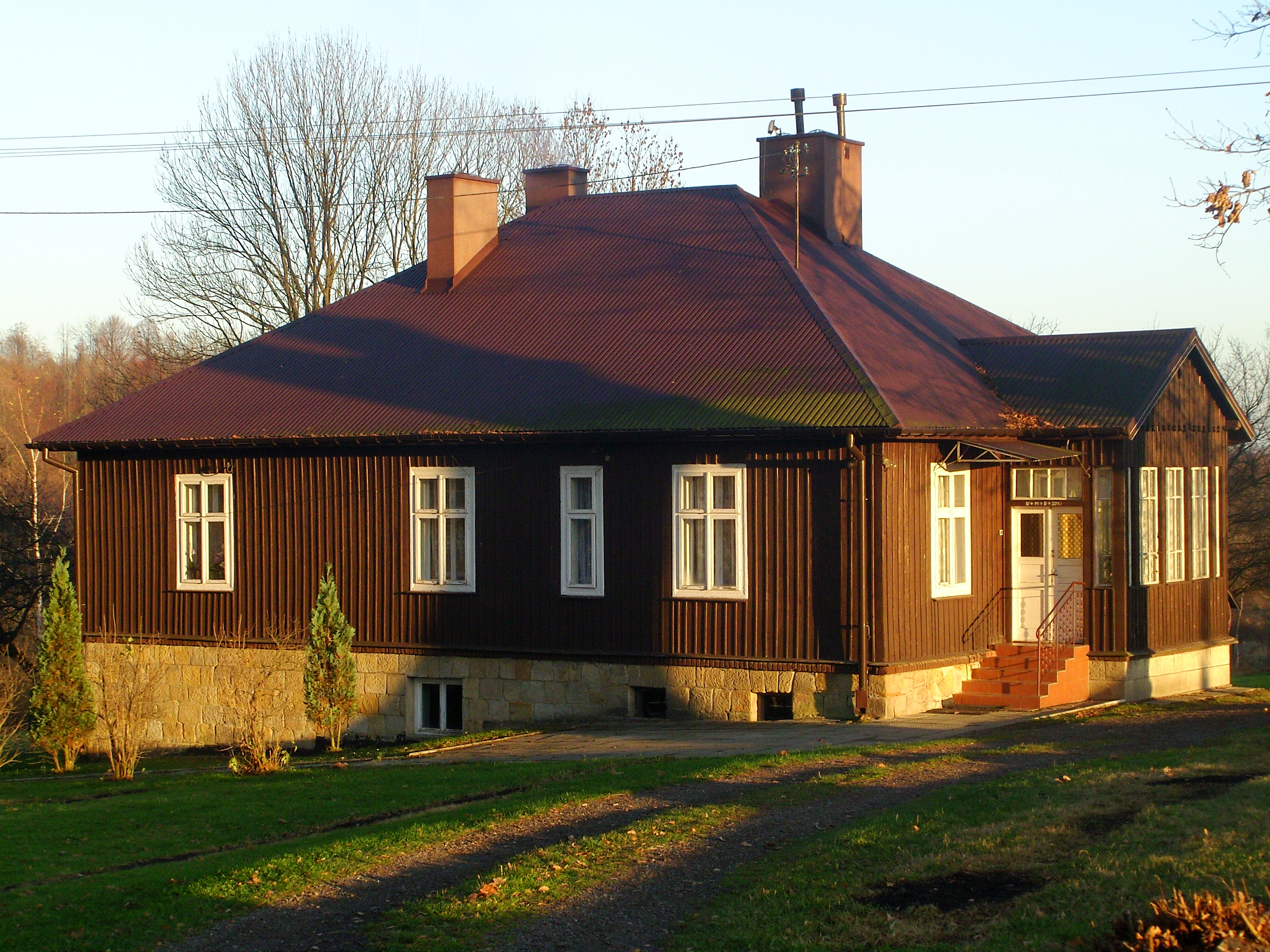
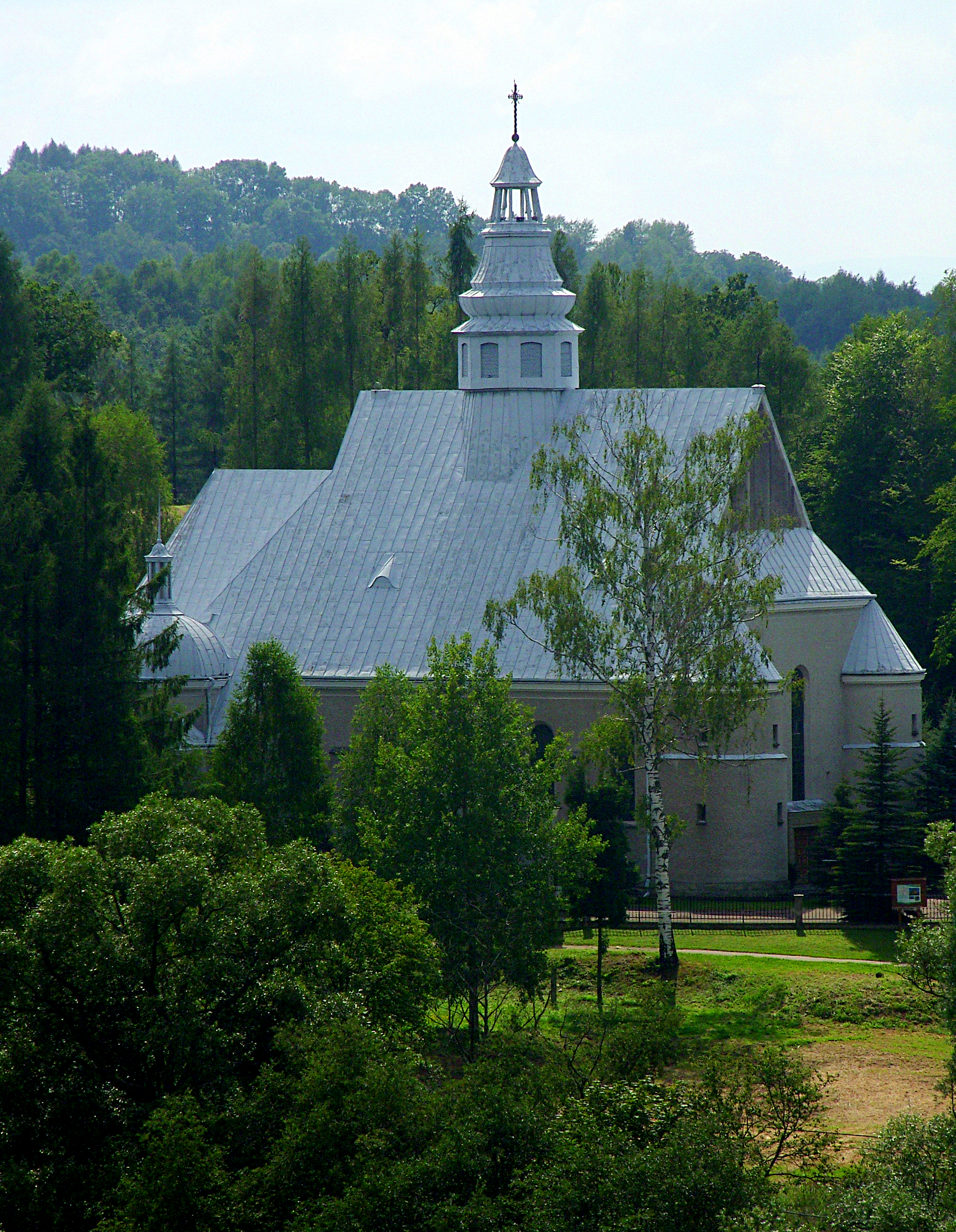